# 彼とわたしと店長の深夜勤務
『彼とわたしと店長の深夜勤務』（かれとわたしとてんちょうのしんやきんむ）は、サイクロンによる日本の成人向け漫画。2017年に第1作目、2018年に第2作目と完結編となる第3作目が発売された。3話完結。
人気のあまり、2018年に河南実里によってAV化された。
2025年に未歩なな によって実写AV化された。

## あらすじ

### 彼とわたしと店長の深夜勤務1
彼氏と本番をできずにいた円香は、行為中に彼氏のヒロキに一緒に自分が働いているファストフード店でバイトしないかと誘われる。2人は夏の沖縄旅行のためにお金を貯めていたのと給料がいいことにより円香は提案を快諾した。店長と会って面接をし、難なく採用され次の日から早速出勤となった。激務の中、ヒロキと円香はバイトでも一緒の時間が増えたことで愛が深まっていく。しかし、店長はそんな円香をこっそりと狙っていた。
そんなある日の閉店3分前、往復1時間かかるデリバリー注文が入る。
その場にいた中でデリバリーができるのはヒロキだけで、円香と店長が深夜の店内に残される。ヒロキが店を出た直後、円香は店長によって制服を強引に切り裂かれ押し倒されてしまう。円香は泣き叫んで抵抗するが、彼氏にしか見せたことのない巨乳もマンコも店長に弄ばれながらヒロキと本番をしていないこともすべて把握されていたことを知る。そして、円香は店長に処女を奪われてしまうのだった。

### 彼とわたしと店長の深夜勤務2
円香は制服を店長に破かれてしまったため、以前店を辞めた子の制服を着るよう言われたがサイズが合わなかった。着替えをもたもたしている円香のもとに店長がやってきて、おっぱいを揉まれたり勃起したアレを押し付けられる。そして、あの夜の写真と動画を出しにして円香にノーブラで店先に立つよう命令し、ブラジャーを奪う。
円香は今にもボタンが張り裂けそうな制服で仕事を何とかやり切り、閉店を迎えた。限界でトイレに隠れていたが、個室に店長が入って来て押し倒れてしまう。ノーブラで店先に立った円香のパンツには意志に反して強力な発情した雌の臭いが染み付いていた。
その晩。様子を心配したヒロキは円香に連絡し、円香だけ次の日のバイトを休んでヒロキのバイトが終わったら一緒に夕飯を食べることになった。次の日。ヒロキのバイトが終わるのを待ちながら、ヒロキの家で夕飯の準備をしている円香のもとに店長が現れる。彼氏の家で禁断の裏切りセックスが始まる。

### 彼とわたしと店長の深夜勤務3
円香と店長の性的関係はヒロキの目を盗んで1年間続いた。そんなある日、店長が他の女性アルバイトからの告発により逮捕され、2人は店を辞めることにした。これにより円香は店長との関係から解放された。2人はバイト先を変え、順風満帆な生活を送りだす。しかし、円香は店長の調教のせいでヒロキとのセックスではイクことができず欲求不満になっていく。
そんな最中、店長から電話で呼び出され、今は悪いことはできないという言葉を信じて店長の家に向かう。店長は自分の近況報告を済ませると約束を破り、円香を押し倒す。そして、ヒロキとは比べ物にならないサイズのアレを押し当てて、あのときのセックスが合意だったという証言をしてくれれば挿入すると告げる。円香は彼氏を取るか裏切るか最後の判断を迫られる。

## 登場人物

### 宮本円香（みやもとまどか）
本編のヒロイン。ヒロキの恋人。高校時代の受験期にヒロキから告白されて付き合う。巨乳。大学生。スマホのパスコードを自分の誕生日にしていたため、店長にスマホの中を覗かれヒロキとのセックスの悩みがバレてしまう。

### ヒロキ
円香の恋人。勇気を出せずいつも円香に手マンをするだけで終わり、本番はしていない。

### 店長
ヒロキがバイトしているファストフード店で店長を勤めている。円香を狙っており、盗撮などを始め、ロッカーで円香の服の匂いを嗅いだり、ついには強姦をするようになる。自分に協力してくれる仲間もいる。

## 書籍情報
- サイクロン『彼とわたしと店長の深夜勤務』　2017年12月31日発売
- サイクロン『彼とわたしと店長の深夜勤務2』　2018年8月12日発売
- サイクロン『彼とわたしと店長の深夜勤務3』　2018年12月31日発売